# Wereldruiterspelen 1990
De Wereldruiterspelen 1990 vormden de eerste editie van dit vierjaarlijkse paardensportevenement dat door de Fédération Équestre Internationale (FEI) wordt georganiseerd. Ze werden gehouden van 24 juli tot en met 5 augustus 1990 in de Zweedse stad Stockholm.

## Disciplines
Op deze Wereldruiterspelen stonden zes disciplines op het programma.
| - Dressuur - Endurance - Eventing | - Mensport - Springen - Voltige |

## Uitslagen
| Dressuur                       | Nicole Uphoff op Rembrandt | Kyra Kyrklund op Matador | Monica Theodorescu op Ganimedes |  |  |  |
| Dressuur landenwedstrijd       | Bondsrepubliek Duitsland Nicole Uphoff op Rembrandt Monica Theodorescu op Ganimedes Ann-Kathrin Kroth op Golfstom Sven Rothenberger op Ideaal | Sovjet-Unie Joeri Kovsjov op Bouket Olga Klimko op Shipovnik Valery Tishkov op Kholst Nina Menkova op Dikson                                   | Zwitserland Samantha Schatzmann op Rochus Christine Stückelberger op Gauguin Silvia Iklé op Spada Daniel Ramseier op Random                                 |  |  |  |
|                                | | | |  |  |  |
| Endurance individueel          | Becky Hart op RD Grand Sulton | Jane Donovan op Ibriz | June Petersen op Abbeline Lionel |  |  |  |
| Endurance landenwedstrijd      | Verenigd Koninkrijk Elizabeth Finney op Show Girl II Judith Heeley op Shumac Joy Loyla op General Portfolio Hero Lilla Wall op Alfie          | België Dominique Crutzen op Domino de Sier Armand de Merode op Perlita Jean-Luc Marchal op Mamlouk Marcel Rossius op Arafat                    | Spanje Juan Álvarez op Muntcho Pascual Alvarez op Melfenik José Manzano op Olga Roser Xalabarder op Kid                                                     |  |  |  |
|                                | | | |  |  |  |
| Eventing individueel           | Blyth Tait op Messiah | Ian Stark op Murphy Himself | Bruce Davidson op Pirate Lion |  |  |  |
| Eventing landenwedstrijd       | Nieuw-Zeeland Mark Todd op Bahlua Blyth Tait op Messiah Andrew Scott op Umptee Andrew Nicholson op Spinning Rhombus                           | Verenigd Koninkrijk Ian Stark op Murphy Himself Virginia Leng op Griffin Rodney Powell op The Irishman II Karen Straker op Get Smart           | Bondsrepubliek Duitsland Herbert Blöcker op Feine Dame Marina Loheit op Sundance Kid Matthias Naumann op Alabaster Edith Beine op Kyang                     |  |  |  |
|                                | | | |  |  |  |
| Mensport individueel           | Tomas Eriksson | József Bozsik | IJsbrand Chardon |  |  |  |
| Mensport landenwedstrijd       | Zweden Christer Pahlsson Jan-Erik Pahlsson Tomas Eriksson                                                                                     | Nederland Ad Aarts IJsbrand Chardon Theo Weusthof                                                                                              | Hongarije József Bozsik Lajos Sipos Laszlo Juhasz |  |  |  |
|                                | | | |  |  |  |
| Springconcours individueel     | Eric Navet op Quito de Baussy | John Whitaker op Henderson Milton | Hubert Bourdy op Morgat |  |  |  |
| Springconcours landenwedstrijd | Frankrijk Eric Navet op Quito de Baussy Hubert Bourdy op Morgat Roger-Yves Bost op Norton de Rhuys Pierre Durand op Jappeloup                 | Bondsrepubliek Duitsland Karsten Huck op Nepomuk René Tebbel op Borsu Urchin Otto Becker op Optiebeurs Pamina Ludger Beerbaum op Almox Gazelle | Verenigd Koninkrijk Nick Skelton op Alan Paul Grand Slam Michael Whitaker op Henderson Mon Santa David Broome op Lennegan John Whitaker op Henderson Milton |  |  |  |
|                                | | | |  |  |  |
| Voltige mannen                 | Michael Lehner op Zarewitsch | Christoph Lensing op Rascal | Dietmar Otto op Mainzelmann |  |  |  |
| Voltige vrouwen                | Silke Bernhard op Mainzelmann | Silke Michelberger op Zarewitsch | Ute Schönlan op Marco Polo |  |  |  |
| Voltige landenwedstrijd        | Zwitserland | Bondsrepubliek Duitsland | Verenigde Staten |  |  |  |

## Medaillespiegel
| Plaats | Land                     | Goud | Zilver | Brons | Totaal |
| 1      | Bondsrepubliek Duitsland | 4    | 4      | 4     | 12     |
| 2      | Frankrijk                | 2    | –      | 1     | 3      |
| 3      | Nieuw-Zeeland            | 2    | –      | –     | 2      |
| 3      | Zweden                   | 2    | –      | –     | 2      |
| 5      | Verenigd Koninkrijk      | 1    | 4      | 1     | 6      |
| 6      | Verenigde Staten         | 1    | –      | 2     | 3      |
| 7      | Zwitserland              | 1    | –      | 1     | 2      |
| 8      | Hongarije                | –    | 1      | 1     | 2      |
| 8      | Nederland                | –    | 1      | 1     | 2      |
| 10     | België                   | –    | 1      | –     | 1      |
| 10     | Finland                  | –    | 1      | –     | 1      |
| 10     | Sovjet-Unie              | –    | 1      | –     | 1      |
| 13     | Australië                | –    | –      | 1     | 1      |
| 13     | Spanje                   | –    | –      | 1     | 1      |